# 寒立馬
寒立馬（かんだちめ）は、青森県下北郡東通村尻屋崎周辺に放牧されている馬。厳しい冬にも耐えられるたくましい体格の馬である。南部馬の系統で足が短く胴が長くて、ずんぐりしている。現在の形になるまでに、ブルトン種などの外来種との交配がなされた。

## 概要
下北地方の沿岸地帯には南部馬を先祖とする田名部馬が江戸時代後期から盛岡藩の政策によって「四季置付」と称して周年放牧されていた。田名部馬は比較的小柄であったが、寒さや粗食に耐え、持久力に富んでいた。藩政時代から昭和にわたり、軍用馬の育成のために外来馬と交配し、大型の体躯へと改良された。しかし、戦後は農業の機械化が進み、農耕馬や荷役馬などの需要が減っていった。昭和35年（1960年）以降は大型肉用馬であるブルトン種との交配が進められて現在の姿に改良された。
放牧されており、観光道路を歩いていることもよくある。寒気と粗食に耐え持久力に富む農用馬として重用されてきたが1995年（平成7年）には9頭まで激減した。しかしその後の保護政策により40頭ほどに回復した。寒立馬及びその生息地は青森県の天然記念物に指定されている。
かつては「野放馬」と呼ばれたが、昭和45年（1970年）に尻屋小中学校の岩佐勉校長が年頭の書き初め会で、「東雲に勇みいななく寒立馬 筑紫が原の嵐ものかは」と詠んで以来、「寒立馬」と呼ぶようになった。「寒立」はカモシカが冬季に山地の高いところで長時間雪中に立ちつくす様を表すマタギ言葉で、冬季、寒風吹きすさぶ尻屋崎の雪原で野放馬がじっと立っている様子がそれに似ていたことから「寒立馬」と詠んだ。
尻屋崎周辺は冬期閉鎖され、アタカと呼ばれる放牧地で冬を過ごす。
なお、寒立馬は農用馬であり、放牧地の許容頭数と近親交配による弱体化防止等の適正管理のために青森県畜産農業協同組合連合会が主催する馬市場へ出陳される場合がある。よく誤解されるが東通村は寒立馬の所有者ではない。
令和4年度より尻屋牧野組合が担ってきた放牧を東通村が行う事となった。これに伴い、令和4年度当初において主として10歳以上の古馬を処分したため現存する個体数は10頭を僅かに越える程度となっている。

## 交通手段
- むつ市中心部より青森県道6号がある。
- 下北バス尻屋線で約45分
- 下北駅からむつバスターミナル（約50分）で尻屋線に乗り換え、約1時間半
- 青森駅からむつバスターミナル（約2時間半）で尻屋線に乗り換え、約3時間

## ギャラリー

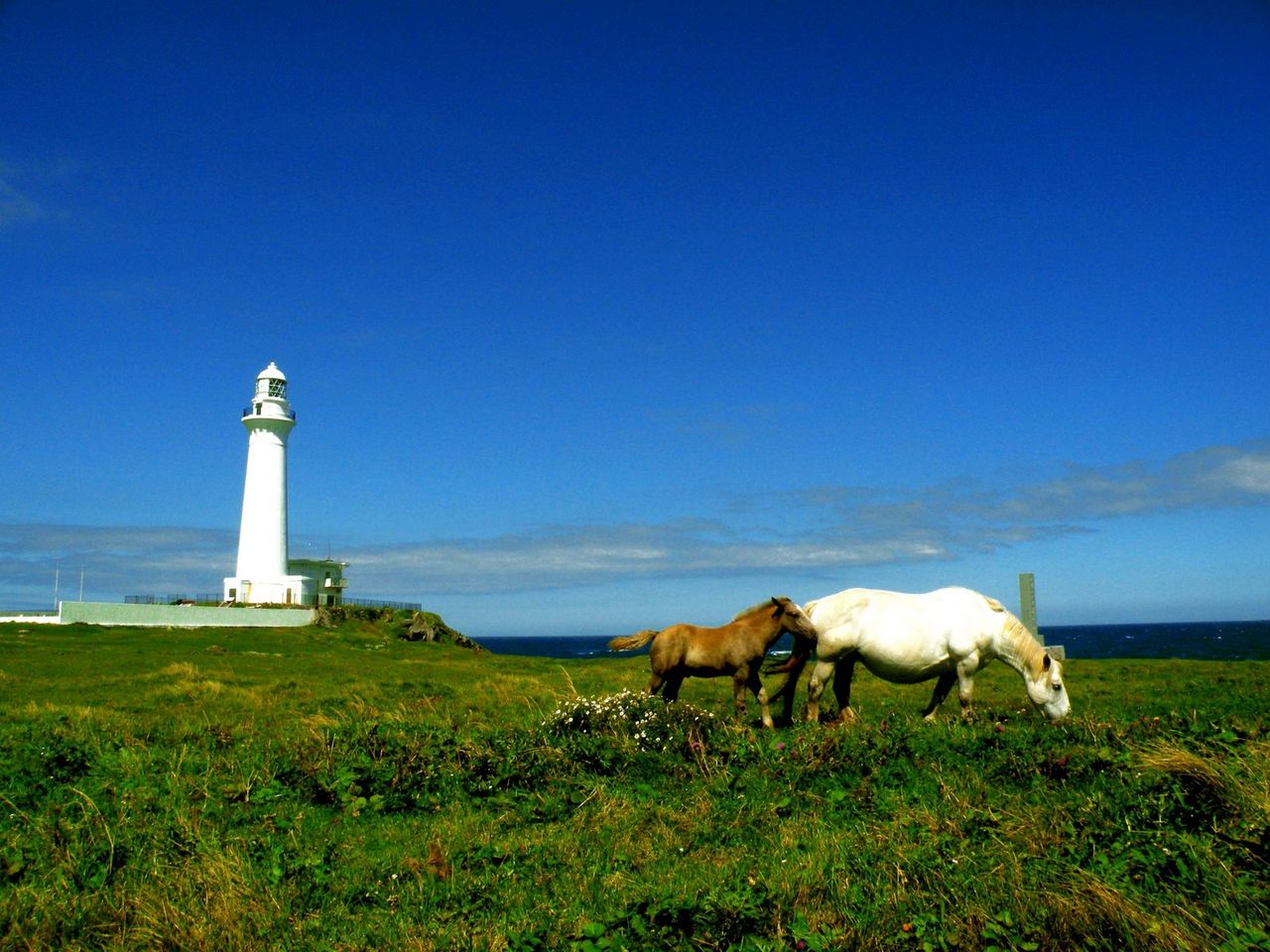
尻屋埼灯台と寒立馬
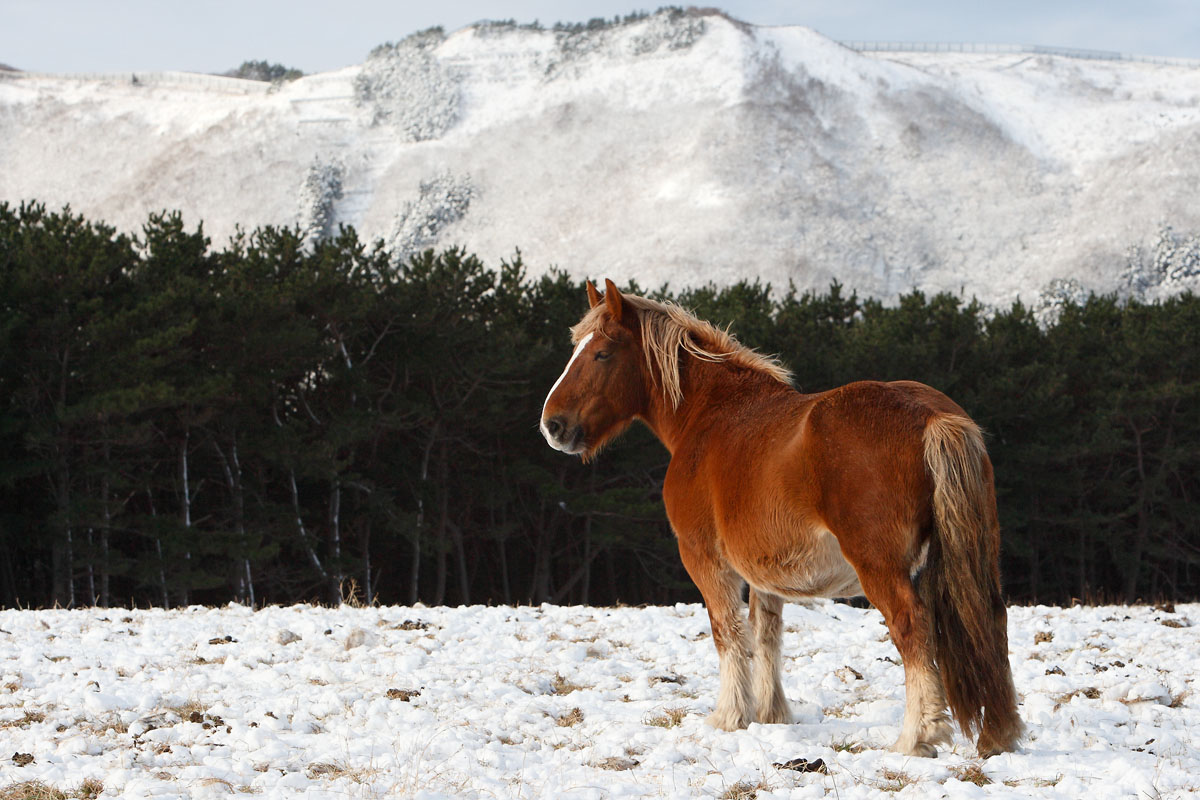
冬の放牧地アタカにて
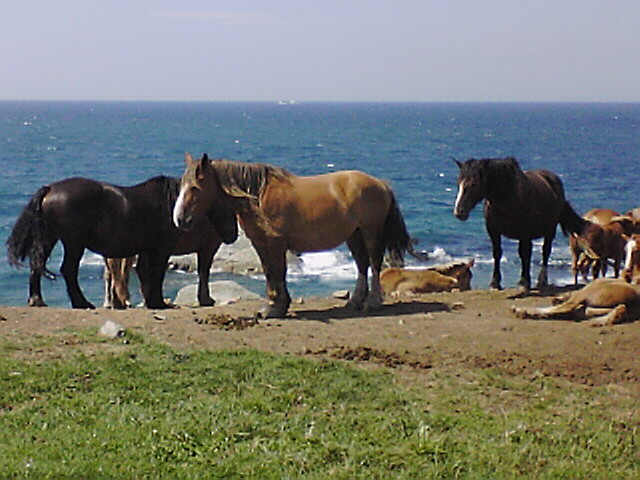
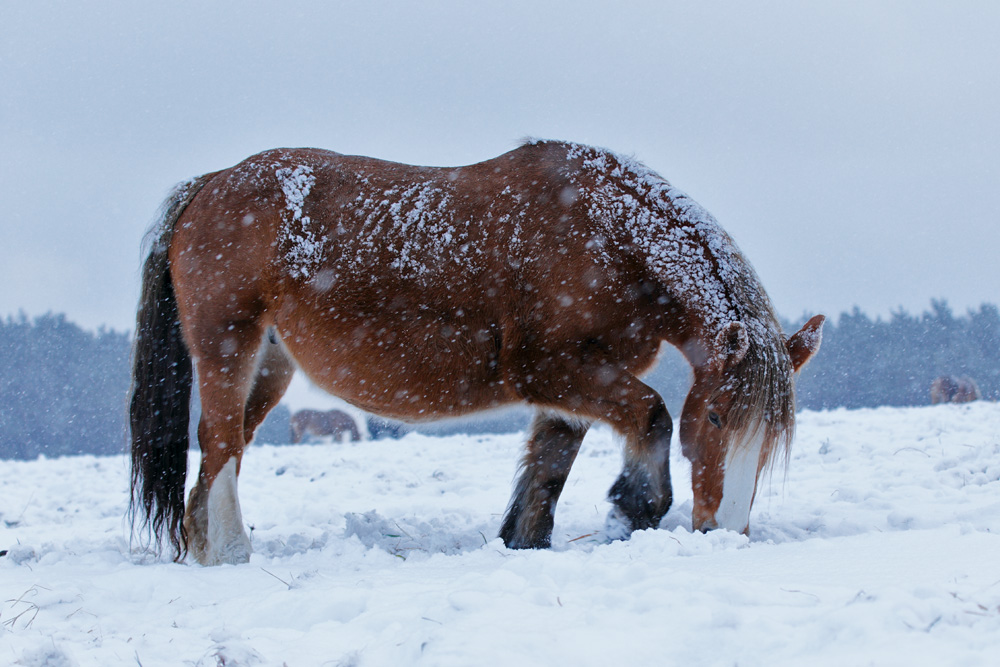
冬の放牧地アタカにて
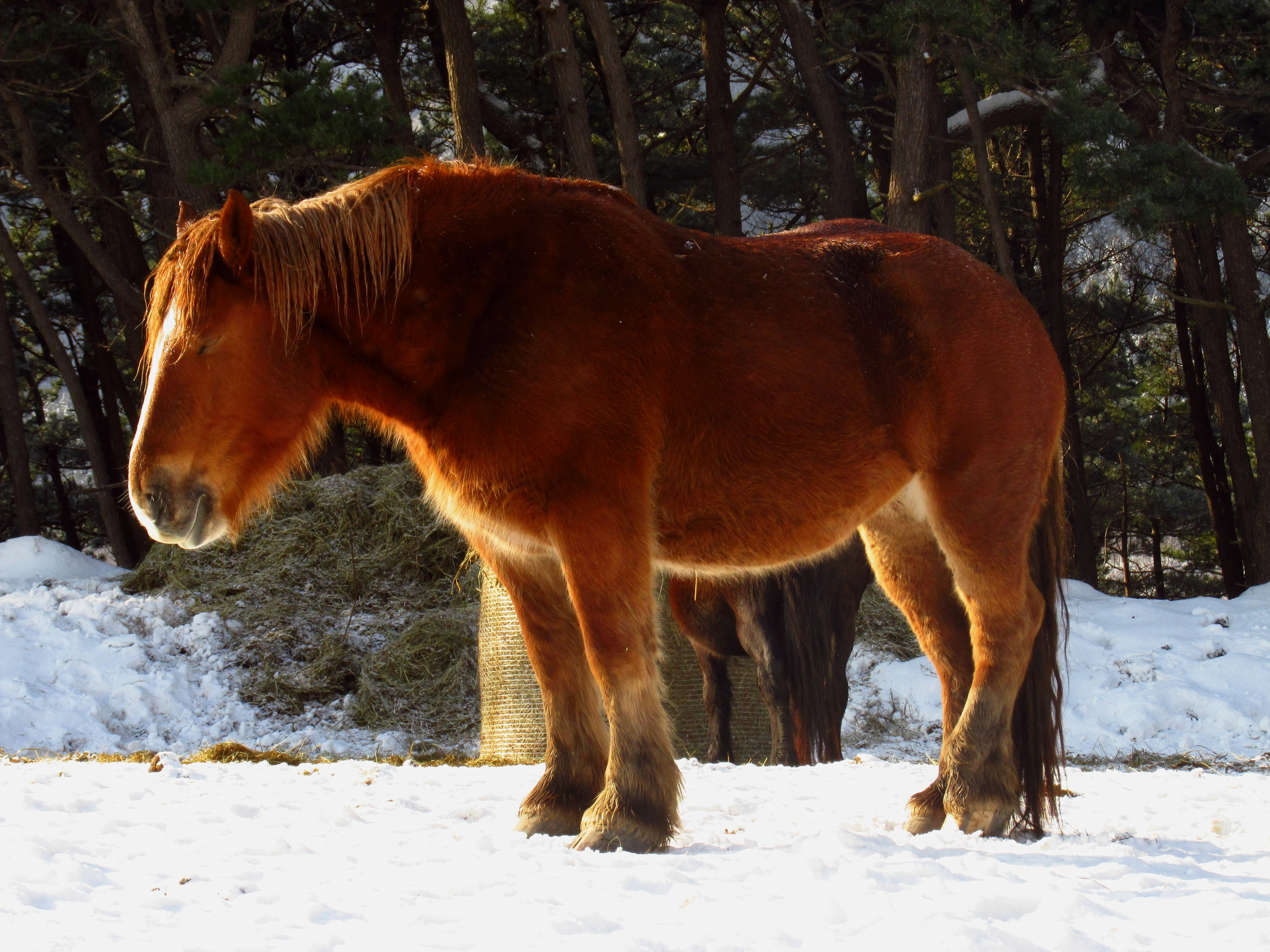
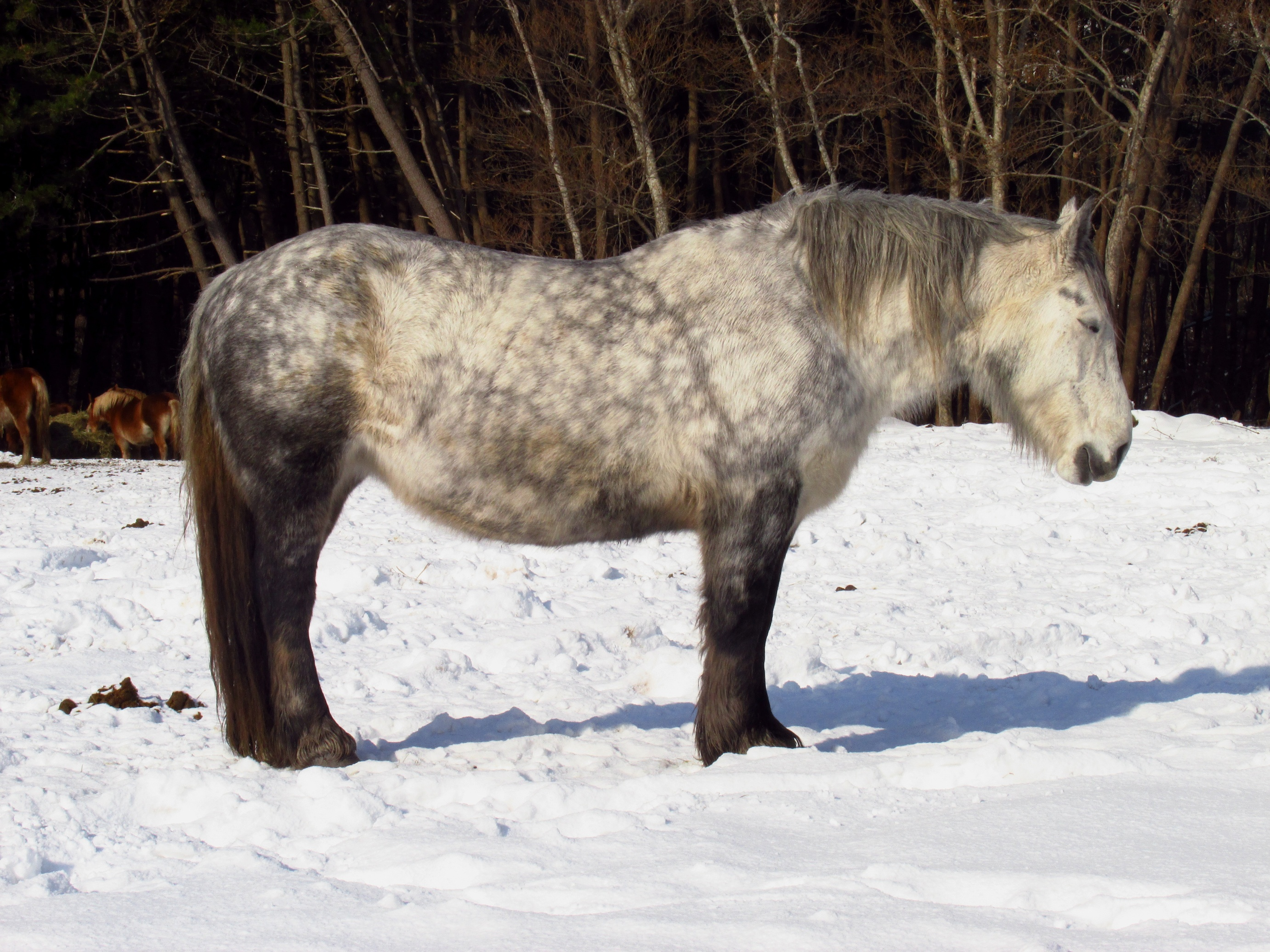
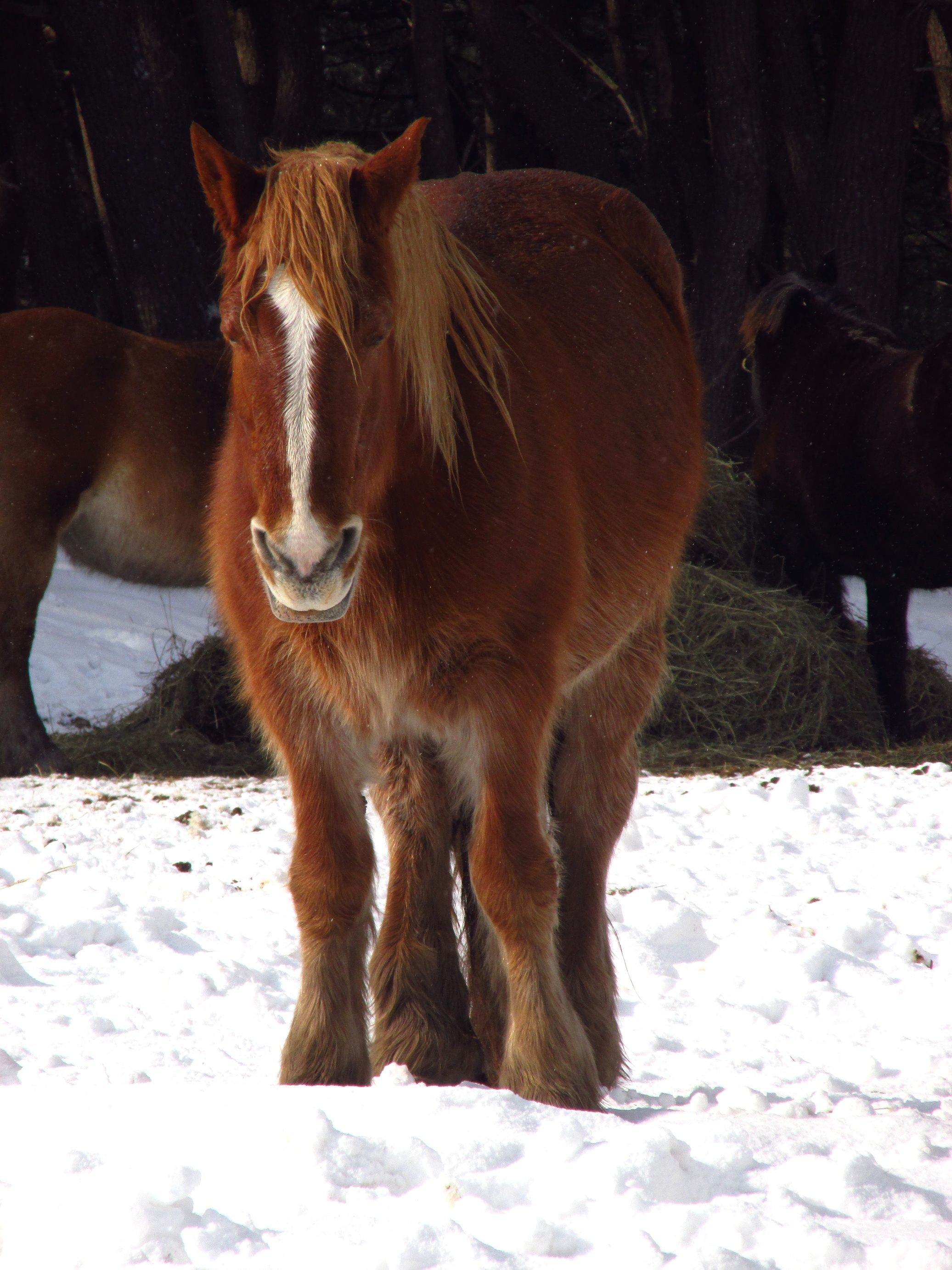
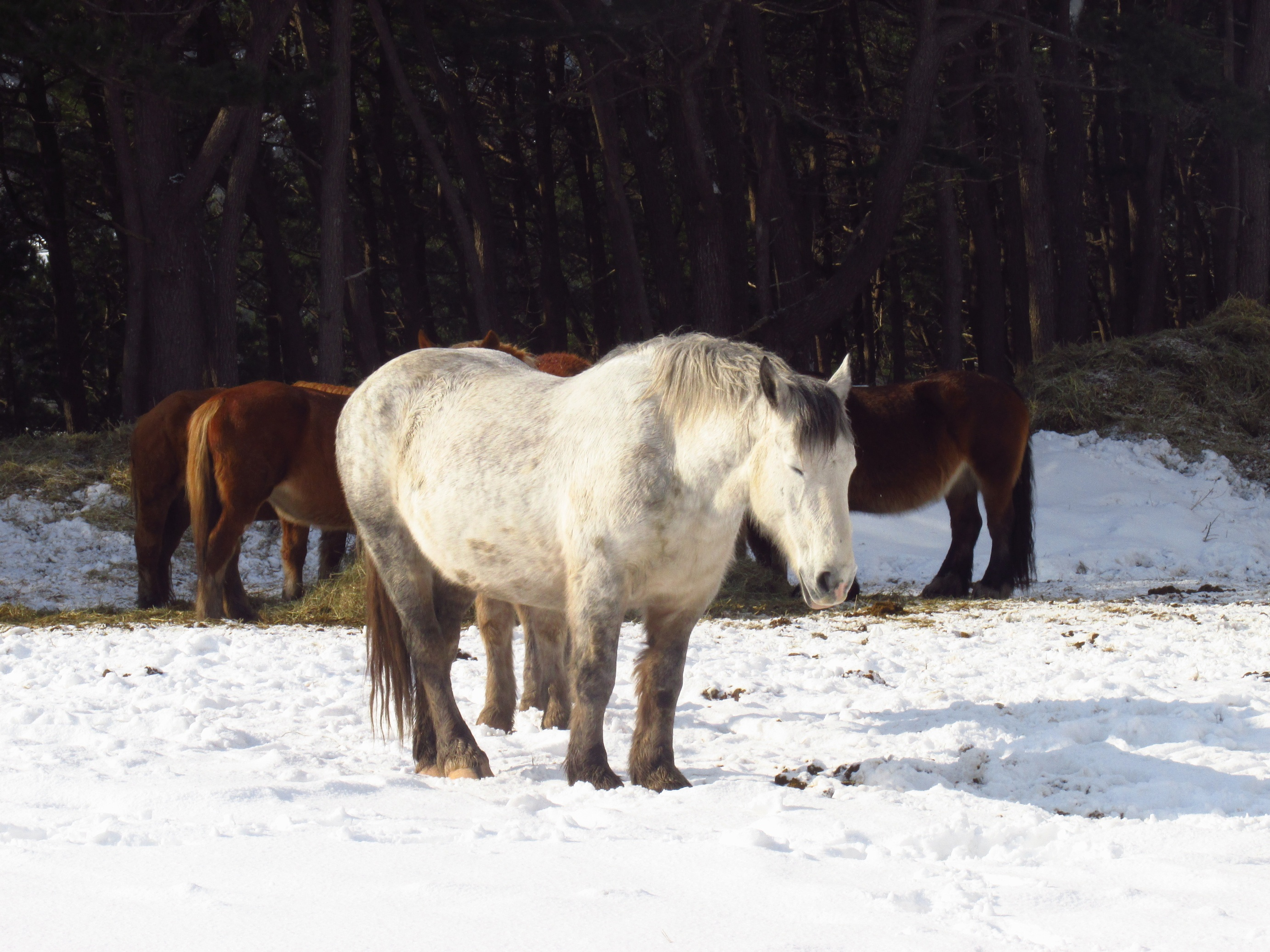